# Yoshiyuki Matsuyama
Yoshiyuki Matsuyama (jap. 松山吉之 Matsuyama Yoshiyuki; ur. 31 lipca 1966 w Kyoto) – japoński piłkarz, reprezentant kraju.

## Kariera klubowa
Od 1989 do 1997 roku występował w klubach: Furukawa Electric, Gamba Osaka i Kyoto Purple Sanga.

## Kariera reprezentacyjna
W reprezentacji Japonii zadebiutował w 1987. W reprezentacji Japonii występował w latach 1987–1989. W sumie w reprezentacji wystąpił w 10 spotkaniach.

## Statystyki
| Reprezentacja Japonii | Reprezentacja Japonii | Reprezentacja Japonii |
| Rok                   | Mecze                 | Gole                  |
| --------------------- | --------------------- | --------------------- |
| 1987                  | 9                     | 4                     |
| 1988                  | 0                     | 0                     |
| 1989                  | 1                     | 0                     |
| Razem                 | 10                    | 4                     |